# Жіноче весільне вбрання Покуття
Жіноче весільне вбрання Покуття - вбрання, яке носять на весіллях у Покутті, має свої традиції та особливості.

## Історико-культурний регіон
Поку́ття — історико-географічна область України, східна частина сучасної Івано-Франківської області. Походження назви має різні тлумачення. Найдостовірнішим є виведення її від слова «кут». Це може бути ім'я землі «в кутах», утворюваних крутими згинами річок (у цьому випадку Дністра, Прута та Черемоша з притоками). Назва може походити і з того, що у джерелах 17—18 ст. Покуттям називали південно-західний «кут» Галичини між річками Дністром, Черемошем та Карпатами (включно зі значною частиною Гуцульщини, хоча з 19 ст. Покуття обіймає лише рівнинну частину цієї території). Також може походити від назви містечка Кути. назва Покуття стосується південно-східної частини теперішньої Івано-Франківської області. Його північною межею вважається Дністер, східною — кордон із Буковиною. Покуття - це історичний регіон в західній частині України, який знаходиться на території Івано-Франківської та Чернівецької областей. Жіночий весільний убір Покуття складається з кількох елементів та має свої особливості.

## Одяг
Одяг для нареченої складається з блузки, спідниці, сукні-фартуха, головного убору та прикрас. Блузка зазвичай є гладкою, білою або кольору шовку, з квітковим вишиванням. Спідниця зазвичай довга, також з вишивкою. Сукня-фартух є невід'ємною частиною вбрання, вона може бути різних кольорів та візерунків. Головний убір може бути козирком, ковбоєм, вінком або хусткою з вишивкою. Прикраси нареченої зазвичай складаються з намиста, сережок та браслетів.

## Головні убори
Вінок - це головний убір, який складається з квітів та зелені. Зазвичай вінок зроблений з листя та квітів, які символізують чистоту, ніжність та пристойність. Часто вінок прикрашається кольоровими стрічками, які символізують вічність.Усі складові частини весільного вінка мають виразне охоронне значення: чуб — відганяти злі сили, часник і мед, якими обмазують листя барвінку — оберігає від хвороб, квіти вплетені у вінок — забезпечують достаток та багатства і щасливого майбутнього подружнього життя.
Козирок - це чоловічий головний убір, який використовується як частина жіночого весільного вбрання у Покуття, який складається з округлої козирькової шапки, що виготовлена зі стрічки, а також з візерункової тканини з вишивкою. Козирок зазвичай прикрашається квітами, стрічками та іншими прикрасами.
Хустка з вишивкою - це ще один варіант головного убору. Він може бути зроблений з тонкої бавовняної тканини та прикрашений різними візерунками та вишивкою. Часто така хустка прикрашається кольоровими стрічками та квітами.

## Покуття Коломийське
Наречені одягали додільні сорочки, дрібно вишиті по подолу. Далі одягались дві двоплатові вузькі запаски. Поверх попередниці пов’язувались квітчасті тернові хустки з тороками. На сорочку вдягався кептар і гугля. Поверх неї накидали весільні хустки, які утримувались ратухом. На ноги вдягались капчурі та постоли з піднятими угору носами. Шию прикрашали силянкою, герданом, згардою та різними намистами. На голову одягали весільний убір, косицю, кожен елемент якої мав своє обрядове значення.

## Покуття Городенівське
Образ нареченої складався з додільної уставкової сорочки з вишивкою насичених кольорів. Поверх одягалась опинка і ткана запаска. Підперізувалась дівчина широкою крайкою, кінці якої спускались спереду поверх запаски. На крайку пов’язувалась попружка. Шию та груди прикрашали ризки коралів, намиста. На ноги взувались святкові сап’янові чобітки. Голову прикрашав вінець, закосичений листям барвінку, кутасиками, герданами та кольоровим пір’ям. Позаду до вінця кріпились бинди, гарусні та шовкові шнурки.

## Додаткові елементи
Особливістю вбрання на весіллях у Покутті є його розкіш та багатство вишивки та інших прикрас. Традиційно, вбрання було виготовлене вручну та вишите власноруч. Сучасні варіанти вбрання можуть бути виготовлені з використанням сучасних технологій та матеріалів, але все ще зберігають дух традиційного покутського вбрання.
Також важливо відзначити, що кожен регіон має свої відмінності у весільних традиціях та вбранні. Тому вбрання нареченої може трохи відрізнятися в залежності від конкретної місцевості в Покутті.